# Ferrersdiagram

Ferrersdiagram met de partities van de getallen 1 tot 8

Een ferrersdiagram is een grafische voorstelling van een partitie van een positief geheel getal {\displaystyle n} als een som van positieve gehele getallen. Het is naar de wiskundige Norman Macleod Ferrers uit Engeland  genoemd.

## Constructie
Stel dat men de partitie 6+4+3+1 van het getal 14 wil voorstellen. De getallen in de som worden gerangschikt van groot naar klein. Het diagram bestaat dan uit vier rijen met zes, vier, drie en een cirkels:
| * · * · * · * · * · * · * · * · * · * · * · * · * · * |
| 6 + 4 + 3 + 1                                         |

Een ferrersdiagram bestaat dus uit een aantal rijen van cirkels, stippen of vierkanten, links uitgelijnd, waarbij een lijn nooit langer is dan de lijn erboven. De voorstelling met vierkanten noemt men ook een young-diagram. Deze wordt voor de constructie van young-tableaus gebruikt.

## Geconjugeerde partitie
Wanneer men een ferrersdiagram over een diagonaal spiegelt, zodat de rijen veranderen in kolommen en de kolommen in rijen, ontstaat een nieuw ferrersdiagram van een andere partitie die men de geconjugeerde partitie noemt:
| * · * · * · * · * · * · * · * · * · * · * · * · * · * | ↔ | * · * · * · * · * · * · * · * · * · * · * · * · * · * |
| 6 + 4 + 3 + 1                                         | = | 4 + 3 + 3 + 2 + 1 + 1                                 |

Een zelf-geconjugeerde partitie is een partitie, waarbij de partitie zelf en de geconjugeerde partitie ervan hetzelfde zijn. Bijvoorbeeld 6 = 3 + 2 + 1.

## Durfeevierkant
Ieder ferrersdiagram heeft een durfeevierkant, genoemd naar William Durfee, een leerling van James Joseph Sylvester. Het is het grootste vierkant van cirkels dat men in het diagram kan maken beginnend in de linkerbovenhoek:
| * · * · * · * · * · * · * · * · * · * · * · * · * · * |
De zijde van het durfeevierkant is de rang van de partitie: het is het grootste getal {\displaystyle k} zodat de partitie ten minste {\displaystyle k} delen bevat die groter of gelijk zijn aan {\displaystyle k}. Een partitie en geconjugeerde partitie ervan hebben een even groot durfeevierkant, dus dezelfde rang. Voor alle partities van een gegeven getal {\displaystyle n} is de maximale zijde van een durfeevierkant gelijk aan {\displaystyle \lfloor {\sqrt {n}}\rfloor }. Men kan de partities groeperen op basis van de zijde van hun durfeevierkant.

## Websites
- MathWorld. Ferrers Diagram.
- MathWorld. Durfee Square.